# Yann Bonato
Yann Jean Claude Bonato (* 4. März 1972 in Cannes) ist ein ehemaliger französischer Basketballspieler.

## Laufbahn
Bonato, dessen Vater Jean-Claude Bonato in den 1960er und 1970er französischer Nationalspieler war, spielte in der Nachwuchsabteilung von Olympique d’Antibes, ehe er in die Vereinigten Staaten ging: In der Saison 1988/89 gehörte er der West Florence High School (Bundesstaat South Carolina) und 1989/90 der South Wayne High School (Bundesstaat North Carolina) an. Sein drittes Jahr in den USA verbracht er an der Virginia Commonwealth University (22 Spiele, 3,8 Punkte/Partie in der Saison 1990/91). 1991 gab Bonato in Antibes seinen Einstand in der höchsten französischen Spielklasse, der Ligue Nationale de Basket.
Mit seinem Wechsel zum Hauptstadtverein PSG Racing im Jahr 1993 änderte sich seine Stellung in der Liga. Bonato erzielte in der Saison 1993/94 im Durchschnitt 21,4 Punkte für Paris und war damit in diesem Spieljahr drittbester französischer Korbschütze der Liga. 1995 wurde er als bester einheimischer Spieler der höchsten französischen Liga ausgezeichnet, nachdem er im Spieljahr 1994/95 mit 23,3 Punkten pro Partie den drittbesten Wert der Liga erreicht hatte. 1995 nahm er ein Angebot von Cercle Saint-Pierre Limoges an. Dort untermauerte seine Stellung als herausragender Korbschütze und wurde 1995 sowie 1997 als bester Spieler der Saison ausgezeichnet.
Von 1997 bis 1999 spielte Bonato in Italien. 1997/98 erreichte er bei Scavolini Pesaro einen Punkteschnitt von 14,1 pro Begegnung, 1998/99 bei Zucchetti Reggio Emilia von 17,2.
Er gewann mit Cercle Saint-Pierre aus Limoges, zu dem er nach zwei Jahren in der italienischen Lega Basket Serie A zurückgekehrt war, in der Saison 1999/2000 die französische Meisterschaft, den Pokalbewerb sowie den europäischen Vereinsbewerb Korać-Cup. Anschließend zog Bonato mit der französischen Nationalmannschaft bei den Olympischen Spielen 2000 trotz drei Niederlagen in der Vorrunde bis in das Endspiel ein, in dem man wie in der Vorrunde erneut dem Titelverteidiger Vereinigte Staaten unterlag und eine Silbermedaille gewann. Ein Jahr später gewann Bonato mit ASVEL erneut den Pokalwettbewerb „Coupe de France“, bevor er mit dem Rekordmeister 2002 eine weitere Meisterschaft in Frankreich errang. 2004 beendete Bonato seine Spielerkarriere nach einer Mononukleose-Erkrankung mit 32 Jahren. Er bestritt zwischen 1993 und 2000 92 Länderspiele für Frankreich, 1993, 1995 und 1997 gehörte er zu Frankreichs Aufgebot bei den Europameisterschaftsendrunden. Bei der EM 1995 war Bonato mit 21,7 Punkten je Begegnung drittbester Korbschütze des Turniers.